# Polynoidae
Polynoidae (лат.) — семейство морских многощетинковых червей надсемейства Aphroditoidea из отряда Phyllodocida. Крупнейшая группа полихет: более 600 видов и 100 родов.

## Описание
Встречаются в водах всех океанов, включая Тихий океан и Северный Ледовитый океан. Число сегментов тела, как правило, строго определённое (до 45), но может быть и неопределённым (до 100 и более). На простомиуме 3 пары антенн (иногда у Iphioninae и Macellicephalinae часть их утрачивается) и глаза на омматофорах. Перистомальные усики с циррофорами. Простомиум разделён медиальным желобком на две части. Параподии двуветвистые. Неврохеты (щетинки невроподий, брюшных ветвей параподий) всегда отличаются от нотохет (щетинок нотоподий, спинных ветвей параподий). Все щетинки (сеты) простые.
.

## Систематика
Около 100 родов и более 600 видов, до 20 подсемейств
| - Adyte - Alentia - Alentiana - Allmaniella - Andresia - Antinoana - Antinoe - Antinoella - Arcteobia - Arctonoe - Arctonoella - Australaugeneria - Austrolaenilla - Barrukia - Bathyadmetella - Bathymoorea - Benhamipolynoe - Branchinotogluma - Branchiplicatus - Branchipolynoe - Bouchiria - Bylgides - Cervilia - Chaetacanthus - Dilepidonotus - Drieschella - Drieschia - Enipo - Eucranta - Eulagisca - Eunoe - Euphione - Eupnionella | - Frennia - Gastrolepidia - Gattyana - Gorekia - Grubeopolynoe - Halosydna - Halosydnella - Halosydnopsis - Harmothoe - Hartmania - Hemilepidia - Herdmanella - Hermadion - Hermenia - Hesperonoe - Heteropolynoe - Hololepida - Hololepidella - Hyperhalosydna - Intoshella - Iphione - Iphionella - Kermadecella - Lagisca - Lepidasthenia - Lepidastheniella - Lepidofimbria - Lepidogyra - Lepidonotopodium - Lepidonotus - Leucia - Levensteiniella - Lucopia | - Macellicephala - Macellicephaloides - Macelloides - Malmgrenia - Malmgreniella - Melaenis - Nemidia - Neohololepidella - Paradyte - Parahalosydna - Parahololepidella - Paralepidonotus - Peinaleopolynoe (P. elvisi) - Perolepis - Phyllohartmania - Phyllosheila - Podarmus - Polyeunoa - Polynoe - Polynoella - Pottsiscalisetotus - Pseudohalosydna - Pseudopolynoe - Robertianella - Scalisetosus - Sheila - Subadyte - Telolepidasthena - Tenonia - Thermiphione - Thermopolynoe - Thormora - Uncopolynoe |